# Староюрковичская волость
Старою́рковичская волость — административно-территориальная единица в составе Гомельского уезда (Могилёвской, с 1919 — Гомельской губернии).
Административный центр — село Старые Юрковичи.

## История
Волость образована в ходе реформы 1861 года. Находилась на крайнем юго-востоке уезда, имела протяжённую границу с Новозыбковским уездом.
В ходе укрупнения волостей, 9 мая 1923 года Староюрковичская волость вошла в состав Чуровичской волости Новозыбковского уезда (кроме села Плутовка (современное название – Красный Партизан), ныне входящего в Добрушский район Гомельской области Белоруссии).
Остальная территория бывшей Староюрковичской волости ныне разделена между Климовским и Злынковским районами Брянской области.

## Состав волости
По состоянию на 1909 год, волость включала следующие населённые пункты:
- село Азаричи
- деревня Барановка
- деревня Быстра
- деревня Ивановка
- деревня Кожановка
- село Новые Юрковичи
- село Плутовка
- деревня Рудня-Цата
- село Серовка
- село Старые Юрковичи

На момент упразднения, в состав волости входили следующие сельсоветы: Азаричский, Плутовский, Серовский, Кожановский, Барановский, Староюрковичский, Руднецатский, Ивановский, Новоюрковичский, Синявский.